# Byssus

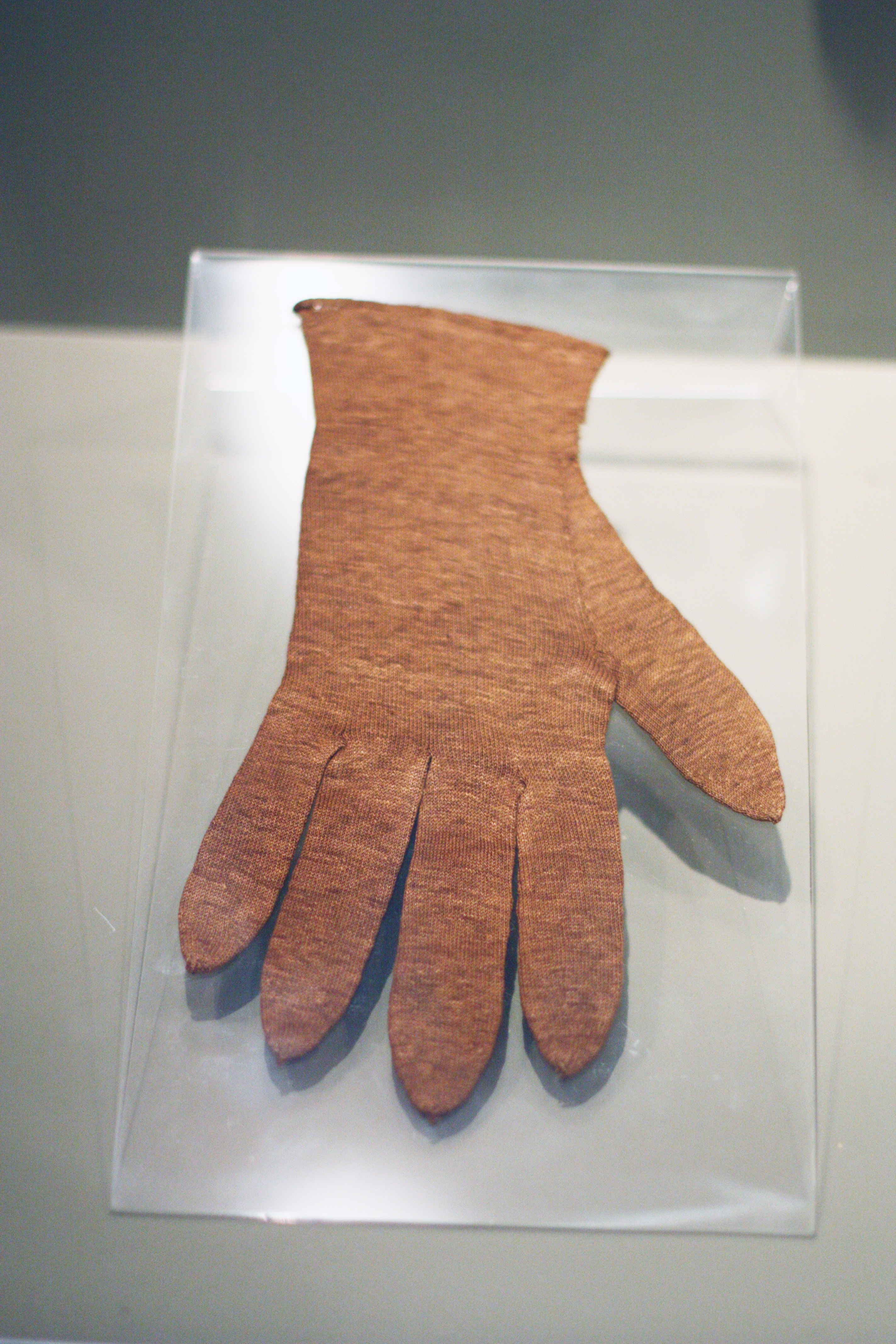
Handschuh aus Muschelseide im Übersee-Museum Bremen

Der Byssus (griechisch: βύσσος), in verarbeiteter Form auch Muschelseide, ist die sekretierte Haftfaser verschiedener Muschelarten. Seit dem Altertum wird daraus in der Mittelmeerregion Gewebe hergestellt. 
Weiterhin bezeichnet Byssus auch Fasern aus Seide, Baumwolle oder Flachs, aus denen feine Gewebe erzeugt wurden.

## Beschreibung

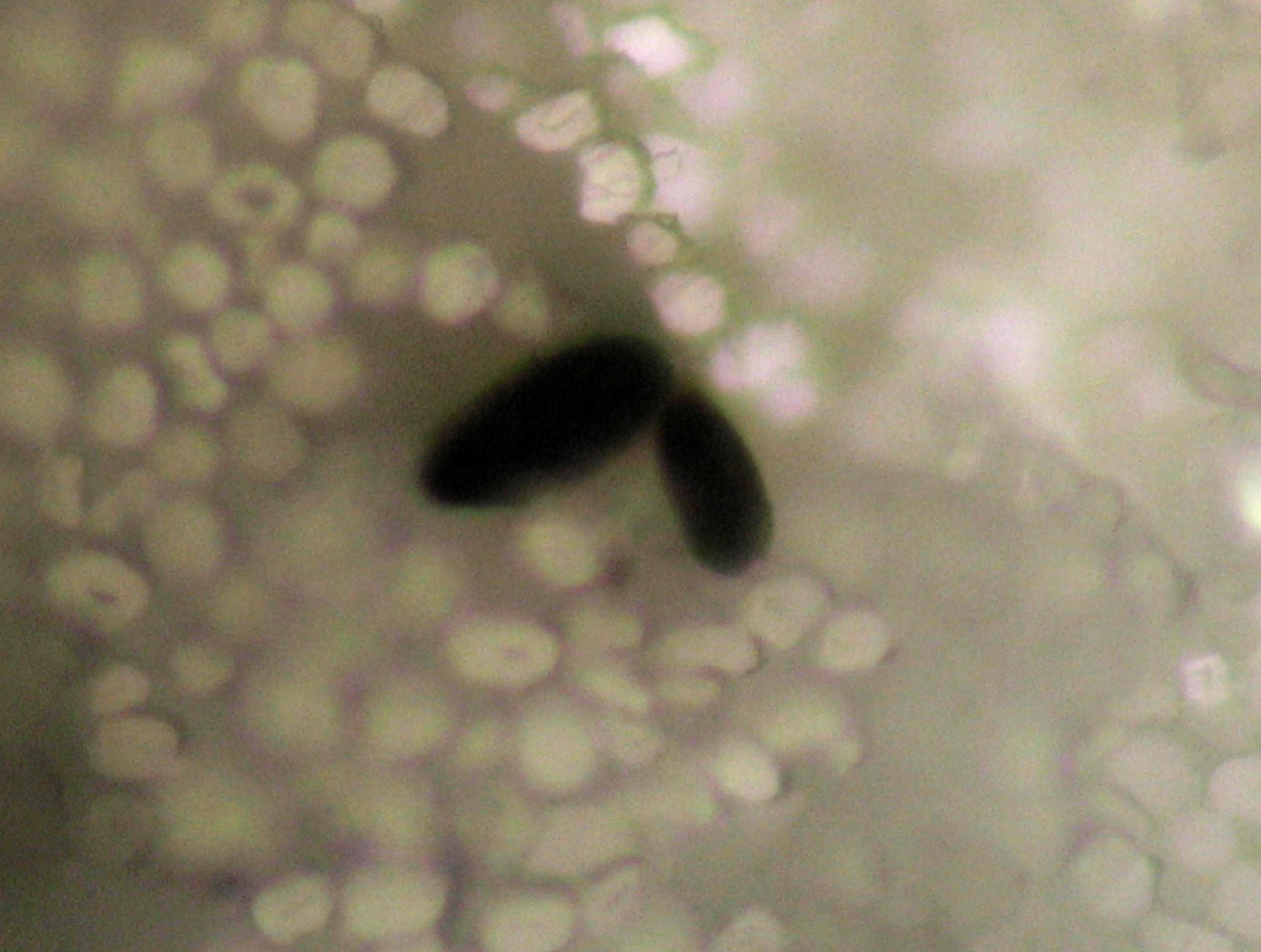
Querschnitt von Byssusfasern, eingebettet in weiße Baumwollfasern. Zu sehen ist der elliptische Querschnitt der Fasern

Der Byssus ist goldglänzend, dünn, dehnbar, reißfest und haltbar. Byssus besitzt im Gegensatz zu Haaren eine glatte Faseroberfläche ohne Schuppen, der Faserquerschnitt ist elliptisch und kann dadurch von Seide unterschieden werden. Der Durchmesser der Byssusfasern liegt zwischen 10 und 45 Mikrometer, womit sie zu den feinsten Naturfasern gehören. Häufig wird behauptet, Byssus sei um ein „Vielfaches feiner als Seide“, jedoch ähnelt der Durchmesser entbasteter Seide von sieben bis 20 Mikrometern dem der feineren Byssusfasern.
Byssusfasern sind insbesondere im trockenen Zustand reißfest; unter den tierischen Naturfasern wird Byssus in seiner Zugfestigkeit nur von Spinnenseiden (z. B. von Araneus diadematus), Seiden und Tierhaaren übertroffen. Die Zugfestigkeit beträgt für den proximalen Teil der Faser 35 Megapascal und für den distalen Teil 75 Megapascal. Der proximale Teil des Byssus kann auf die dreifache Länge gedehnt werden und besitzt damit eine vergleichsweise hohe Dehnbarkeit, die unter den tierischen Naturfasern nur von Spinnenseide übertroffen wird. Der reißfestere, distale Teil der Faser kann auf das Doppelte seiner Länge gedehnt werden.

## Geschichte
Seit dem Altertum werden die Haftfäden der im Mittelmeer lebenden Edlen Steckmuschel (Pinna nobilis L.) gewonnen. Die erste eindeutige Textquelle, und damit der erste schriftliche Nachweis von Muschelseide, stammt von Tertullian (De pallio III,6) aus dem 2. Jahrhundert. Wegen seiner Haltbarkeit und der aufwändigen Gewinnung ist Byssus, auch Steckmuschelwolle genannt, sehr wertvoll. Textilien aus Byssus waren vor allem im Mittelalter unter hohen kirchlichen Würdenträgern und im Hochadel sehr begehrt. Das älteste noch vorhandene Objekt aus Muschelseide ist eine gestrickte Mütze aus dem 14. Jahrhundert, die 1978 in Saint Denis bei Paris gefunden wurde. Die kommerzielle Fertigung von Byssustextilien in Sardinien endete in den 1940er-Jahren. Byssus wird nur noch auf Sardinien in Sant’Antioco verarbeitet, wo sich auch ein Byssus-Museum befindet. Heute ist die Steckmuschel geschützt, das Handwerk nahezu ausgestorben. 
Die Mehrzahl der antiken Erwähnungen von Byssus beziehen sich auf kostbares, feines Leinen bzw. kostbare, feine Baumwolle. Auch die neutestamentlichen Vorkommen des Wortes Byssus (bzw. dessen Ableitungen) in Lk 16,19 , Offb 18 ,12.16 sowie Offb 19 ,8.14 bedeuten feines Leinen.

## Biologie

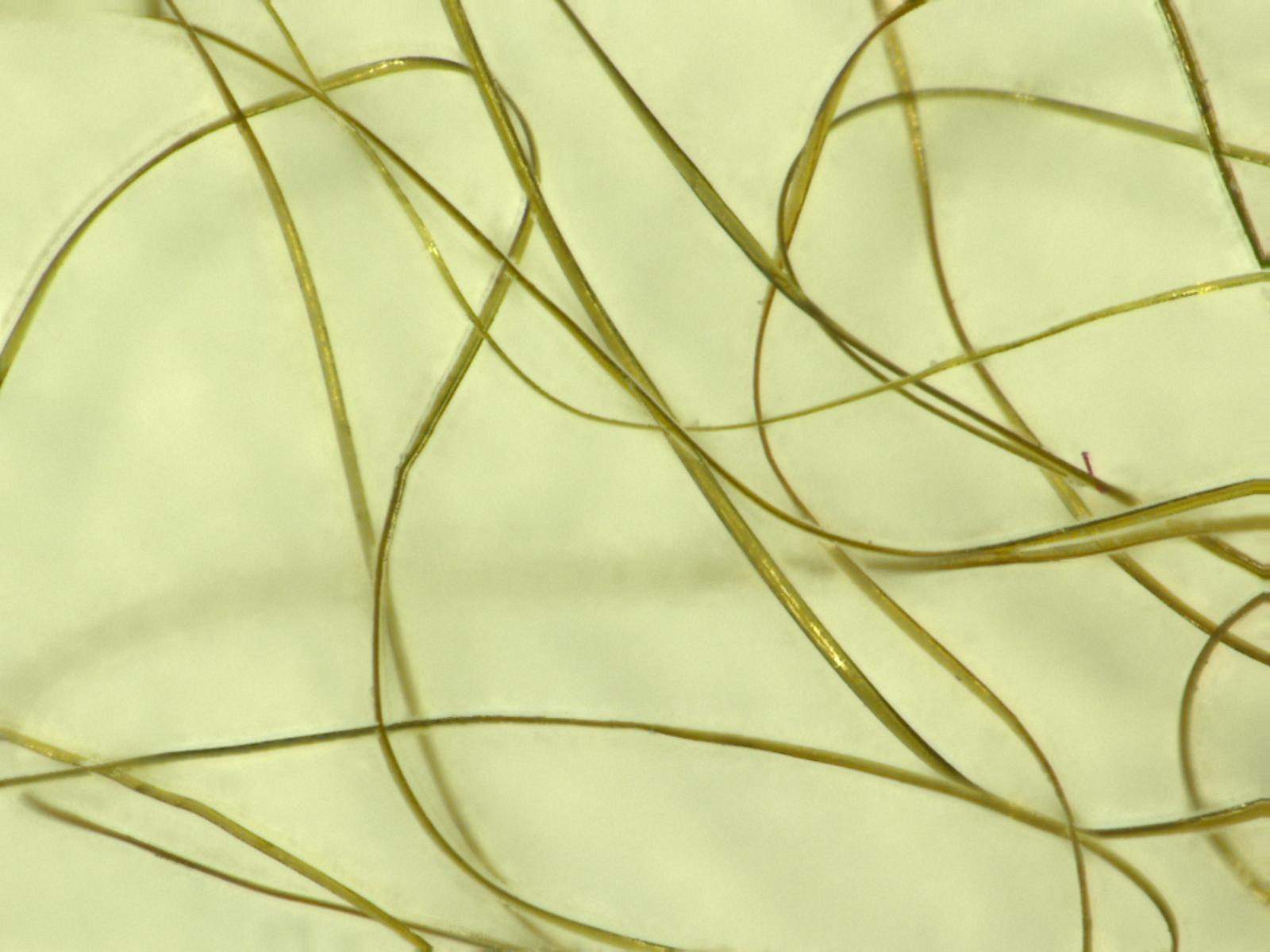
Auflichtmikroskopaufnahme von Byssusfasern

Byssus wird von verschiedenen Muschelarten produziert, z. B. Pinna spp., Mytilus spp., Bathymodiolus thermophilus, Geukensia demissa, Modiolus modiolus und Dreissena polymorpha. Während viele Muschelarten nur als Jungmuscheln Byssus produzieren, kann diese Sekretion bei anderen zeitlebens andauern.

Byssus entsteht, indem die Drüsen im Fuß der Muscheln phenolische Proteide produzieren, die zu Haftfasern vereinigt werden und erhärten. 

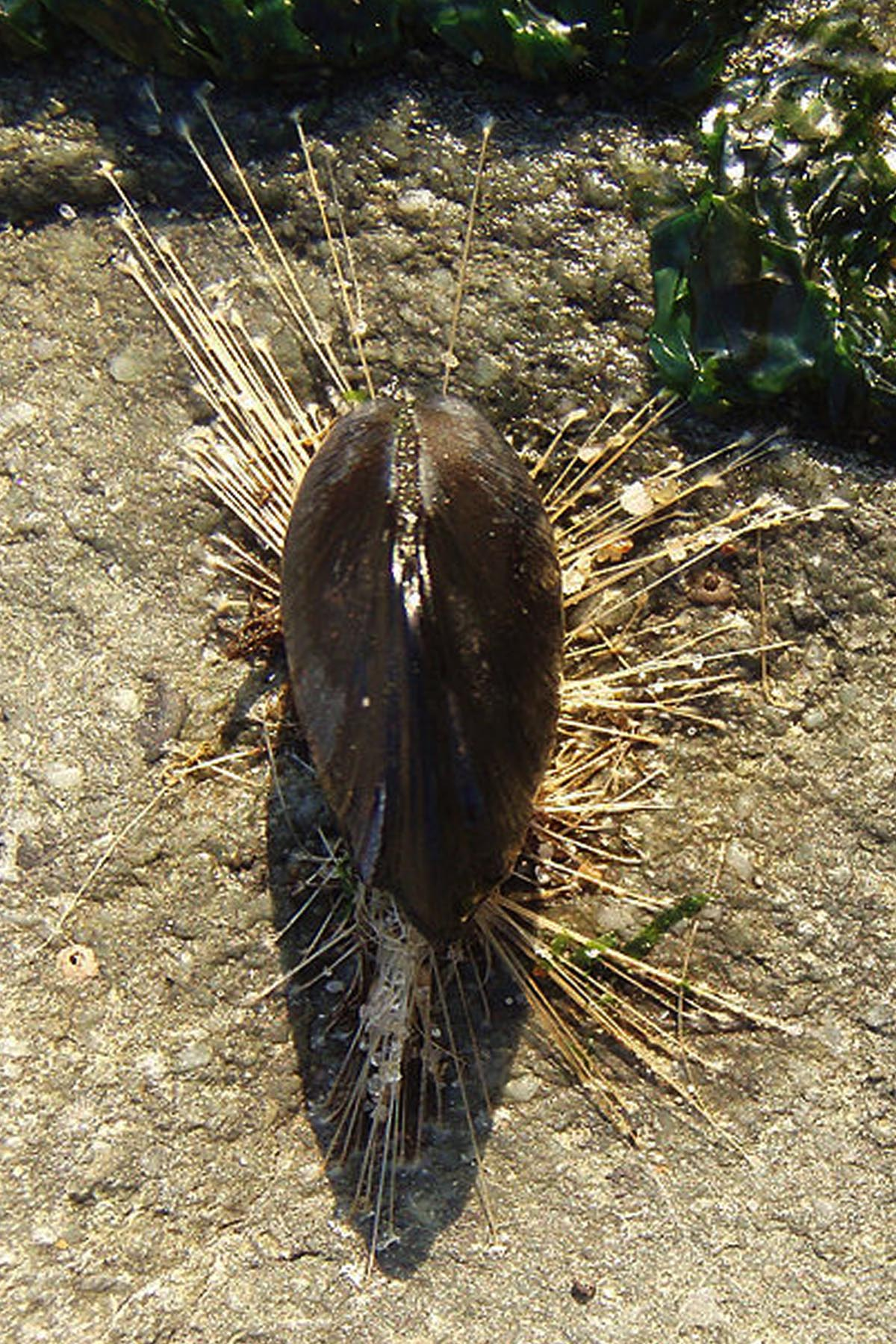
Mytilus mit Byssus

Die Byssusfäden der Salzwassermuschelart Mytilus sp. bestehen aus einem Faserkern aus drei Kollagen-artigen Proteinen preCol-NG, preCol-D und preCol-P (von engl. precollagen) und einem Fasermantel aus den Proteinen Mfp 1–6 (von engl. Mussel foot protein). Mfp-1 ummantelt als Faserhülle (lat. Cuticula) die preCol-Proteine des Faserkerns und vermindert die Korrosion der Faser im Meerwasser. Mfp-3 und Mfp-5 sind darübergelagert und hauptsächlich für die Adhäsion verantwortlich. Unter den drei Proteinen des Faserkerns ist preCol-NG (von engl. non-gradient ‚gleichmäßig verteilt‘) über die gesamte Faser verteilt, preCol-D tritt im distalen Bereich auf und preCol-P tritt im proximalen Bereich auf. Die mittelbraune Farbe entsteht durch die Einlagerung von Phäomelanin. Das Mfp-1 ist über Calciumionen und Eisenionen an den Dihydroxyphenyl-L-Alaninen nicht-kovalent quervernetzt, was die Festigkeit erhöht. Das Dihydroxyphenyl-L-Alanin im Mfp-1 entsteht aus Tyrosin durch posttranslationale Modifikation. In der aus Mfp-1 bestehenden Faserhülle gibt es knäuelförmige Bereiche mit besonders stark quervernetztem und festerem Mfp-1, welche in einer Schicht aus weniger quervernetztem Mfp-1 eingebettet sind. Das Dihydroxyphenyl-L-Alanin trägt auch zu einer erhöhten Lichtabsorption und somit zu einem UV-Schutz der preCol-Proteine des Faserkerns bei.

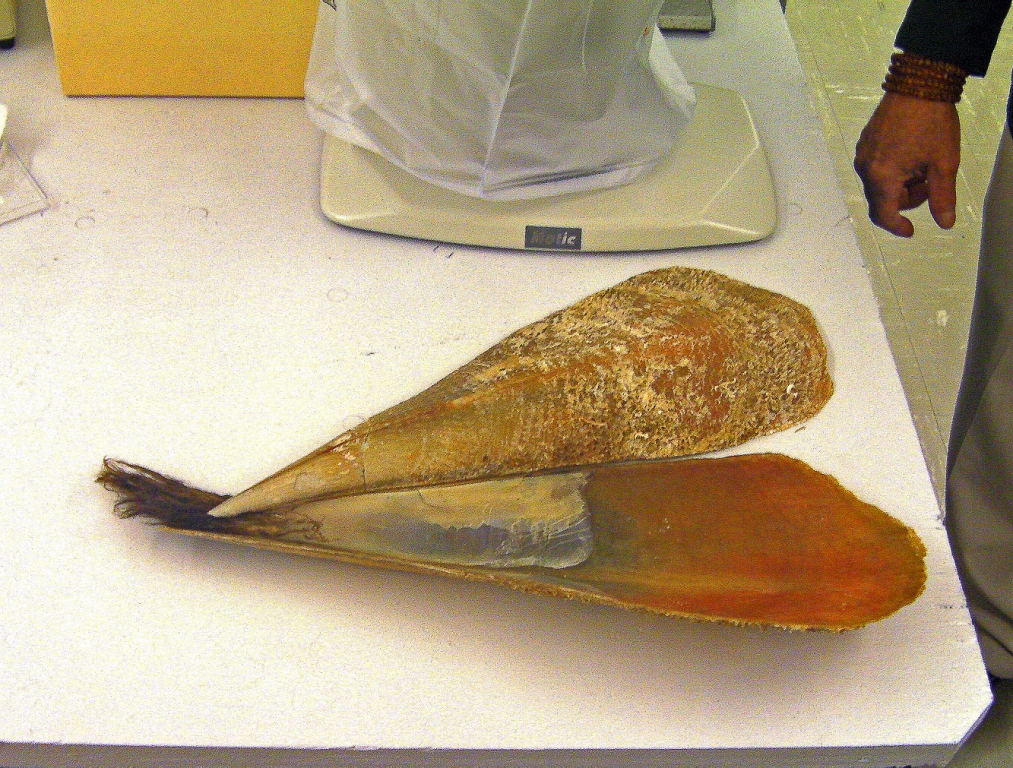
Pinna nobilis-Schale mit Byssus

Trotz der niedrigeren Strömungsgeschwindigkeiten im Habitat besitzen unter den genannten Muschelarten die Byssusfäden der Süßwassermuschel Dreissena polymorpha die höchste Zugfestigkeit der Faser über die gesamte Länge, vermutlich da deren Byssusfasern keine kollagenartigen Proteine enthalten. Die Byssusproteine von Dreissena sp. sind ebenfalls durch Dihydroxyphenyl-L-Alanin quervernetzt und besitzen eine untypisch elektronendichte Kontaktfläche. Bei den Salzwassermuscheln gibt es deutliche Festigkeitsunterschiede zwischen proximalen und distalen Bereichen der Byssusfäden, die entfernteren (distalen, preCol-D-enthaltenden) Teile sind, für sich betrachtet, fester als diejenigen der Süßwassermuschel Dreissena sp.

## Sonstiges
Byssus war früher eine nichttaxonomische Sammelbezeichnung für Moderpilze mit faserartiger Struktur, die zu den Hyphomycetes-Dematiei gezählt wurden.